# Котора перуанський
Котора перуанський (Pyrrhura rupicola) — вид папугоподібних птахів родини папугових (Psittacidae). Мешкає в Амазонії. Часто утримується в домашніх умовах.

## Опис

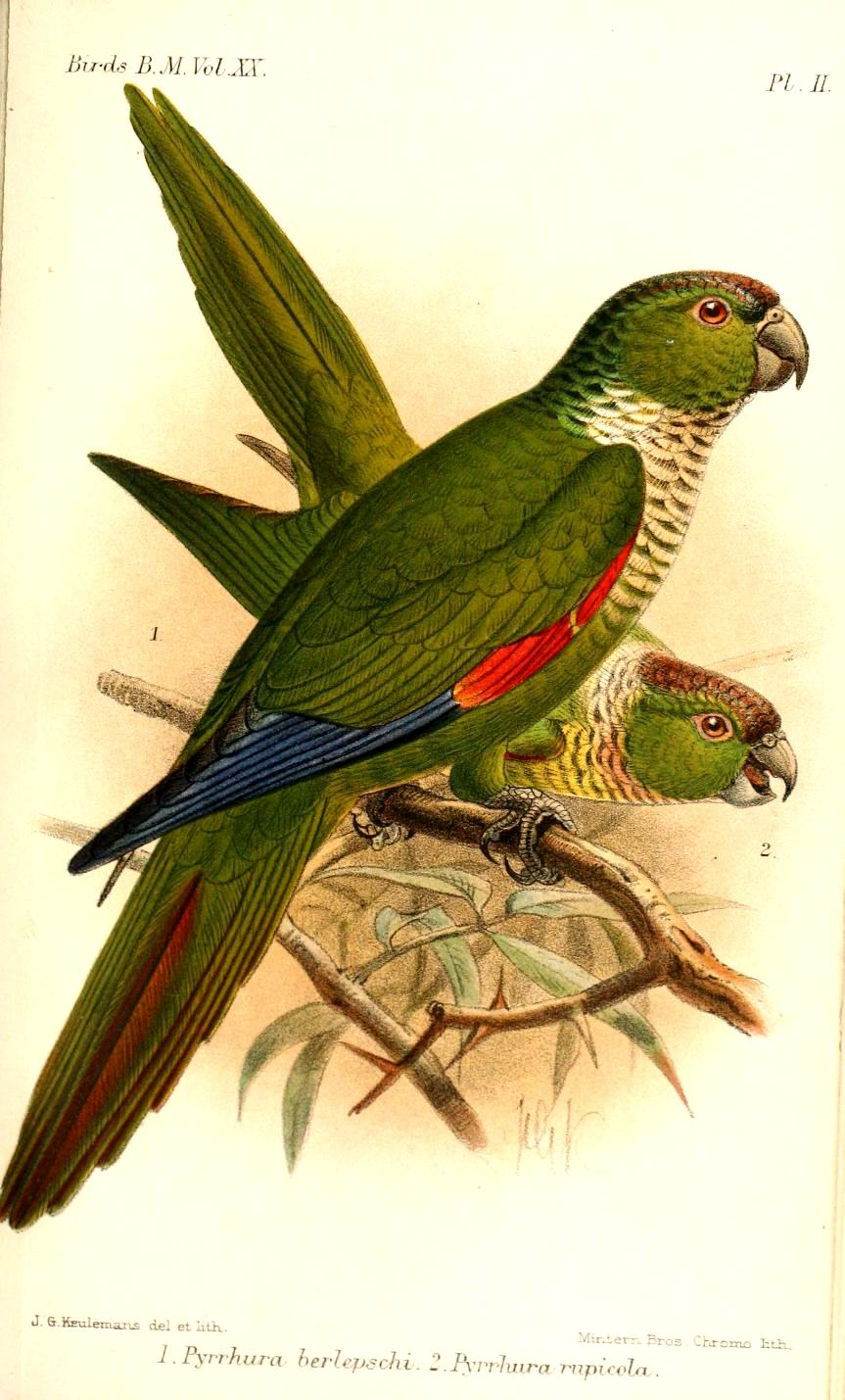
Перуанський котора

Довжина птаха становить 25 см, вага 75 г. Забарвлення переважно зелене, лоб, спина і верхня частина голови чорні. Пера на грудях темні з білими (в нижній частині грудей жовтуватими ) краями. Першорядні покривні пера крил і края крил червоні. Очі карі, навколо очей сіруваті кільця голої шкіри. Дзьоб темно-сірий, восковиця блідо-сіра, лапи чорнуваті. Виду не притаманний статевий диморфізм.

## Підвиди
Виділяють два підвиди:
- P. r. rupicola (Tschudi, 1844) — центральне Перу;
- P. r. sandiae Bond, J & Meyer de Schauensee, 1944 — південний схід Перу, північ Болівії, захід Бразильської Амазонії.

## Поширення і екологія
Перуанські котори мешкають в Перу, Бразилії і Болівії. Вони живуть в амазонській сельві і варзейських лісах (тропічних лісах у заплавах Амазонки і її притоків), на висоті до 1100 м над рівнем моря, переважно на висоті до 300 м над рівнем моря. Зустрічаються зграйками по 20-30 птахів, під час сезону розмноження меншими зграями. Живляться плодами. Сезон розмноження триває у лютому-березні. Гніздяться в дуплах дерев, в кладці від 5 до 7 яєць. Інкубаційний період триває 23-24 дні. Пташенята покидають гніздо через 7-8 тижнів після вилуплення.